# 1577.
◄ | 15. stoljeće | 16. stoljeće | 17. stoljeće | ►
◄ | 1540-ih | 1550-ih | 1560-ih | 1570-ih | 1580-ih | 1590-ih | 1600-ih | ►
◄◄ | ◄ | 1574. | 1575. | 1576. | 1577. | 1578. | 1579. | 1580. | ► | ►►
Arhitektura • Astronomija • Glazba • Kazalište • Kiparstvo • Knjige • Književnost • Kršćanstvo • Medicina • Politika • Pravo • Promet • Slikarstvo • Znanost

## Rođenja
- 28. lipnja – Peter Paul Rubens, belgijski slikar

## Vanjske poveznice
|  | Zajednički poslužitelj ima još gradiva o temi 1577. |